# Endostilo

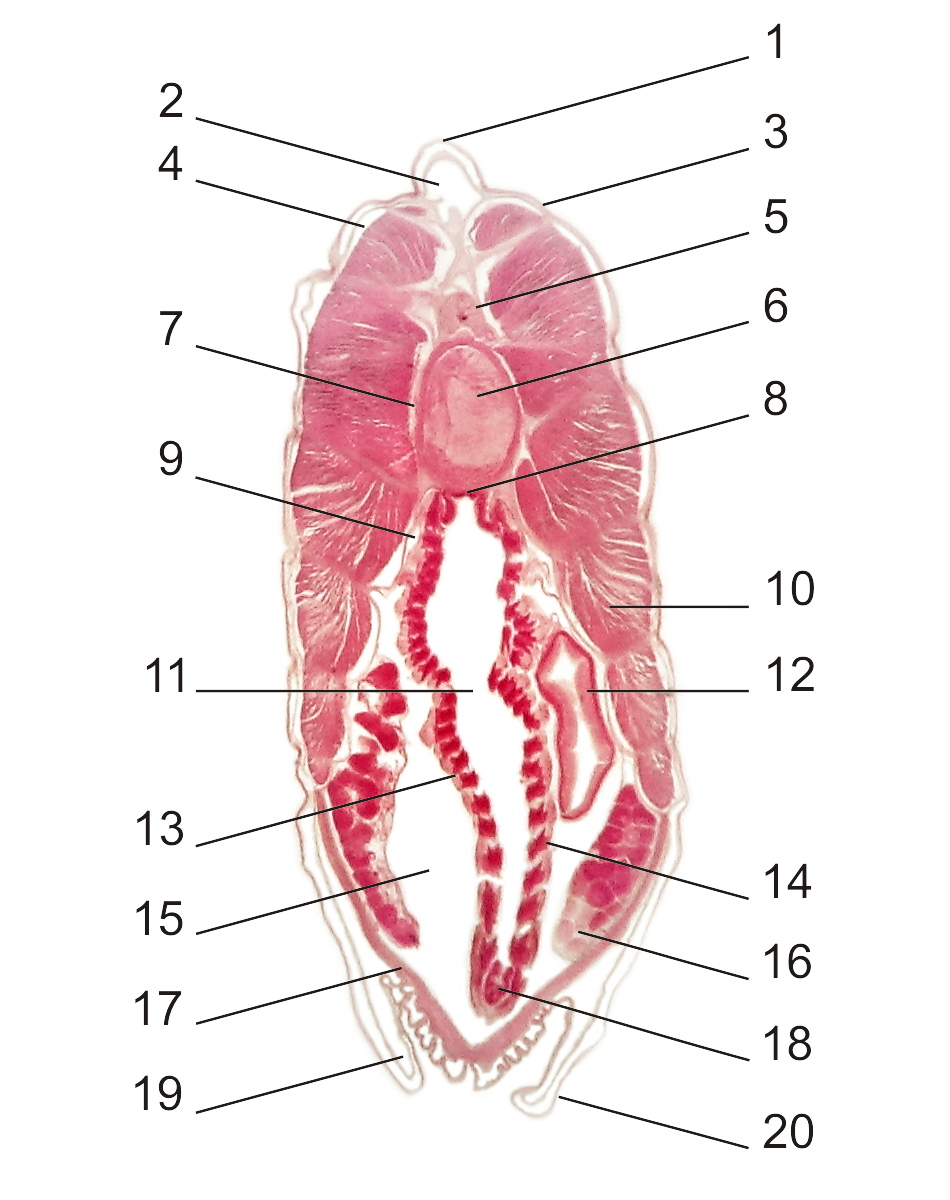
Sección transversal de un cefalocordado. El endostilo semuestra con el número 18.

El endostilo es un surco ciliado longitudinal que se encuentra en la pared ventral de la faringe de los urocordados, cefalocordados y las larvas de las lampreas. Está formada por glándulas mucosas y recubierta por tejido conjuntivo y cartilaginoso. Produce una mucosidad que atrapa partículas de alimento, ayudando en el transporte del alimento hacia el esófago. Es una estructura homóloga de la glándula tiroides.
Presenta células relacionadas con el metabolismo del iodo (formación de compuestos iodados). En las larvas de las lampreas se metamorfosea en la glándula tiroides, al convertirse estas en adultos, y se la considera como un homólogo de la tiroides de los vertebrados. Sin embargo la homología entre el endostilo de las lampreas y el de los urocordados y cefalocorrdados ha sido cuestionada.
Dado que se encuentra en tres ramas de cordados, se presume que surgió en un ancestro común de estos taxones, en conjunto con un cambio en el método de alimentación a uno interno de extracción de partículas de alimento suspendidas en el agua.